# Real Data Transport
Real Data Transport (RDT) ist ein proprietäres Transport-Protokoll für Audio- und Videodaten, das in den 1990er Jahren von RealNetworks entwickelt wurde. Es wird häufig in Verbindung mit einem Steuerungsprotokoll für Streaming-Medien wie dem Real-Time Streaming Protocol der IETF verwendet.
Eine nicht proprietäre Alternative für RDT ist das Real-Time Transport Protocol der IETF.